# Jim Magilton
James "Jim" Magilton (Belfast, 6 mei 1969) is een voetbalcoach en voormalig betaald voetballer uit Noord-Ierland. Hij speelde doorgaans als rechtsmidden. Van 1988 tot 2006 speelde Magilton voor Liverpool, Oxford United, Southampton, Sheffield Wednesday en Ipswich Town.
Magilton is een 52-voudig Noord-Iers international. Hij scoorde vijf maal voor Noord-Ierland.

## Clubcarrière

### Liverpool
Magilton kwam uit de jeugdacademie van Liverpool, van dezelfde lichting als middenvelder Steve McManaman. Hij speelde geen wedstrijd voor Liverpool en mocht van clubicoon en trainer Kenny Dalglish slechts op de bank zitten voor de FA Charity Shield 1988 tegen Wimbledon en de FA Charity Shield 1990 tegen Manchester United. Gedurende zijn mislukte beginjaren op Anfield (1988–1990) maakte hij deel uit van de selectie die in 1990 Engels landskampioen werd, de laatste titel tot 2020. Daarnaast maakte Magilton van dichtbij de Hillsboroughramp mee, de halve finale van de FA Cup tussen Liverpool en Nottingham Forest op Hillsborough, het stadion van zijn latere club Sheffield Wednesday. "De immense schaal van de diepe rouw heeft mij enorm aangegrepen", zei hij over een van de dodelijkste stadionrampen ooit.

### Oxford United en Southampton
In 1990 vertrok Magilton naar Oxford United, waar hij op termijn een sterkhouder werd en een stap hogerop forceerde. Na vier seizoenen informeerde Premier League-club Southampton naar Magilton. Magilton verkaste in de winter van 1994 voor £ 600.000 ,- naar The Dell, waar hij eveneens basisspeler was. Zijn debuut op 14 februari 1994 tegen jeugdclub Liverpool vervaagde evenwel bij een hattrick van Matthew Le Tissier. Southampton won de wedstrijd met 4–2. In drie jaar speelde de buitenspeler 130 competitiewedstrijden en scoorde dertien doelpunten. In 1997 verliet Magilton het Southampton van 'Le God', waarmee hij voornamelijk tegen degradatie streed.

### Sheffield Wednesday
Dat laatste, tegen degradatie vechten, zou hij ook meermaals bij zijn volgende club doen: toenmalig Premier League-club Sheffield Wednesday. Sheffield Wednesday maakte een bedrag van £ 1.600.000 ,- over aan Southampton voor Magiltons diensten. Hij was opnieuw twee seizoenen actief in de Premier League en zag toe hoe Wednesday zich in de rechterkolom van de klassering ophield. In mei 2000 degradeerde Sheffield Wednesday uit de Premier League, zonder Magilton die al naar Ipswich Town was vertrokken. Magilton heeft een doelpunt gescoord voor Sheffield Wednesday in de Premier League, met name tegen West Ham United in april 1998 (1–1).

### Ipswich Town
Van 1999 tot 2006 kwam Magilton uit voor Ipswich Town, waarmee hij nog eens twee seizoenen op het hoogste niveau doorbracht onder trainer George Burley (2000–2001 en 2001–2002). Niet het minst een hattrick van Magilton was in 2000 bepalend voor promotie naar de Premier League. Magilton tekende voor drie goals in de halve finale van de play-offs voor promotie tegen Bolton Wanderers op Portman Road. Ipswich won de finale uiteindelijk van Barnsley met 2–4, de allerlaatste finale op het oude Wembley. In 2002 degradeerde Ipswich uit de Premier League. Magilton bleef tot en met 2006 voor de club actief in de Football League Championship, goed voor een totaal van 262 competitiewedstrijden en vijftien doelpunten.
Magilton stopte in 2006 op 37-jarige leeftijd met profvoetbal bij de Tractor Boys, echter stond hij ook in het seizoen 2006/07 nog onder contract als speler-trainer.
Magilton wordt op Portman Road gezien als een clublegende.

## Erelijst
Liverpool FC
- FA Charity Shield

1988, 1990

## Trainerscarrière
Na drie seizoenen als coach van Ipswich Town, nam Magilton in juni 2009 over van de ontslagen Portugees Paulo Sousa als coach van Queens Park Rangers.
Vanaf juli 2011 ging Magilton in dienst als assistent-coach van Shamrock Rovers in Ierland, dat onder leiding stond van zijn landgenoot Michael O'Neill.
In 2012 leidde Magilton heel even het Australische Melbourne Victory.
In 2013 trad Magilton in functie als technisch directeur bij de Ierse voetbalbond (IFA). Van 2015 tot 2017 coachte hij de nationale beloften (U21) van Noord-Ierland.

## Persoonlijk leven
In januari 2017 werd Magilton veroordeeld voor mishandeling van zijn minderjarige plusdochter (14).